# Ambrosius Stub
Ambrosius Stub (født maj, døbt 17. maj 1705 i Køng Sogn, Gummerup ved Glamsbjerg på Fyn, død 15. juli 1758 i Ribe) var en dansk klassicistisk digter.
Stub skrev adskillige kendte og elskede lejlighedsdigte, vers og arier, der ved deres lethed og ynde står i kontrast til hans udsvævende, omflakkende og på hans senere år desværre også forhutlede tilværelse, delvist forårsaget af druk, manglende anerkendelse af hans kunst og ægteskabelige problemer.
Et af Stubs mest kendte digte er Den kiedsom Vinter gik sin gang, som findes (forkortet) i Højskolesangbogen, men de fleste af hans værker blev først optegnet efter hans død, og derfor er der nogen usikkerhed om den korrekte gengivelse, og det formodes, at flere digte af Stub ikke nævner ham som forfatteren.

## Grav-Skrift over En Ælling med toe Hoveder, født 1746 in Junio og forvares paa Apotheqvet udi Odense.
Hvi døde du saa snart, du lille Ande-Noor?
Du skulde bleven her i Verden rar og stor.
Dog dette var endda tildeels for meget loved,
Da Lycken føyer dem der fødes uden Hoved.
- Titelside fra 1771
- Mindetavle på Sønderportsgade 11 i Ribe
- Stubs Alle i Ribe
- Per Kirkebys skulptur ved Sct. Catharinæ Kirke i Ribe
- Ambrosius-egen på Tåsinge, august 1997